# Nacaduba antalcidas
Nacaduba antalcidas är en fjärilsart som beskrevs av Hans Fruhstorfer 1915. Nacaduba antalcidas ingår i släktet Nacaduba och familjen juvelvingar. Inga underarter finns listade i Catalogue of Life.